# Bruno von Bretten
Bruno von Bretten, auch Bruno von Lauffen genannt, (* um 1045; † 25. April 1124 in Trier) war Erzbischof von Trier vom 6. Januar 1102 bis zu seinem Tod.

## Leben
Die 1617 entstandene und 1670 gedruckte Trierische Chronik des Jesuiten Christoph Brouwer nennt Bruno als Sohn des Grafen Arnold von Lauffen und dessen Gemahlin Adelheid, die wahrscheinlich dem Geschlecht derer von Nellenburg entstammt. Brower bringt Bruno auch in Verbindung mit Bretten, woher Brunos Beiname von Bretten resultiert, mit dem er heute vom Bistum Trier geführt wird. Allerdings hatten die Lauffener in Bretten erst um 1100 Besitz, so dass Graf Arnold im Gegensatz zu späteren Familienmitgliedern weder Graf von Lauffen und Bretten war, wie Bautz 1975 schreibt, noch Bruno in Bretten geboren sein dürfte. Sofern seine Mutter Adelheid aus der Familie der Zeisolf-Wolframe stammt, bliebe freilich die Möglichkeit einer Geburt anlässlich eines Besuchs in Bretten.
1084 war Bruno Dompropst in Trier. Er scheidet damit auch für das Amt eines Gaugrafen im Kraichgau aus, das ihm Uffelmann 1985 für die Zeit um 1100 zuschrieb. Brunos Berufung zum Trierer Erzbischof wurde durch seinen Onkel Udo von Nellenburg ermöglicht, der das Amt von 1066 bis 1078 innehatte.
Bruno galt als geschickter Diplomat und war einflussreicher Berater Kaiser Heinrichs IV., unter dessen Nachfolger Heinrich V. er sich als umsichtiger Vermittler zwischen Kurie und Kaiser (Investiturstreit) erwies. Nicht gesichert ist seine Beteiligung am Wormser Konkordat. Während die erhaltene Urkunde, die Kaiser Heinrich V. den päpstlichen Legaten übergab (Heinricianum), seine Unterschrift nicht trägt, ist sie auf dem nur in Abschriften erhaltenen Gegenstück (Calixtinum) wohl in einem Fall wiedergegeben. Auf Grund seiner glänzenden Fähigkeiten bekleidete Heinrich V. ihn mit dem Amt eines „vicedom(i)nus regiae curiae“ (lat. für „Statthalter des königlichen Hofes“), eines Statthalters des Reiches. Als wichtige Bastion gegen Kurköln war Münstermaifeld für ihn interessant. Er weihte 1103 nachweislich den Vorgängerbau der Stiftskirche St. Martin und St. Severus. Vermutlich begann er damals damit, den bedeutenden Marktflecken Münstermaifeld mit einer Befestigungsanlage zu versehen. Der nach ihm im Volksmund „Lauffenburg“ benannte „Pulver- oder Eulenturm“ steht heute noch als Teil der damaligen Stadtbefestigung, die nachfolgende Kurfürsten weiter verstärkten.
Mit Zustimmung seines Bruders, Poppo (III.) von Lauffen, stiftete Bruno – wohl mit seinem Erbanteil – 1122 das Kloster Odenheim.